# Ekspresægteskabet
Ekspresægteskabet er en amerikansk stumfilm fra 1923 af Maurice Campbell.

## Medvirkende
- Bebe Daniels som Ronnie Rand
- Antonio Moreno som Pierre Martel
- Burr McIntosh som Rackam
- Diana Allen som Ermintrude
- Cyril Ring som Roger Patton
- Bigelow Cooper som Hilary Rand
- Ida Darling som Mrs. Rand